# 何子毓

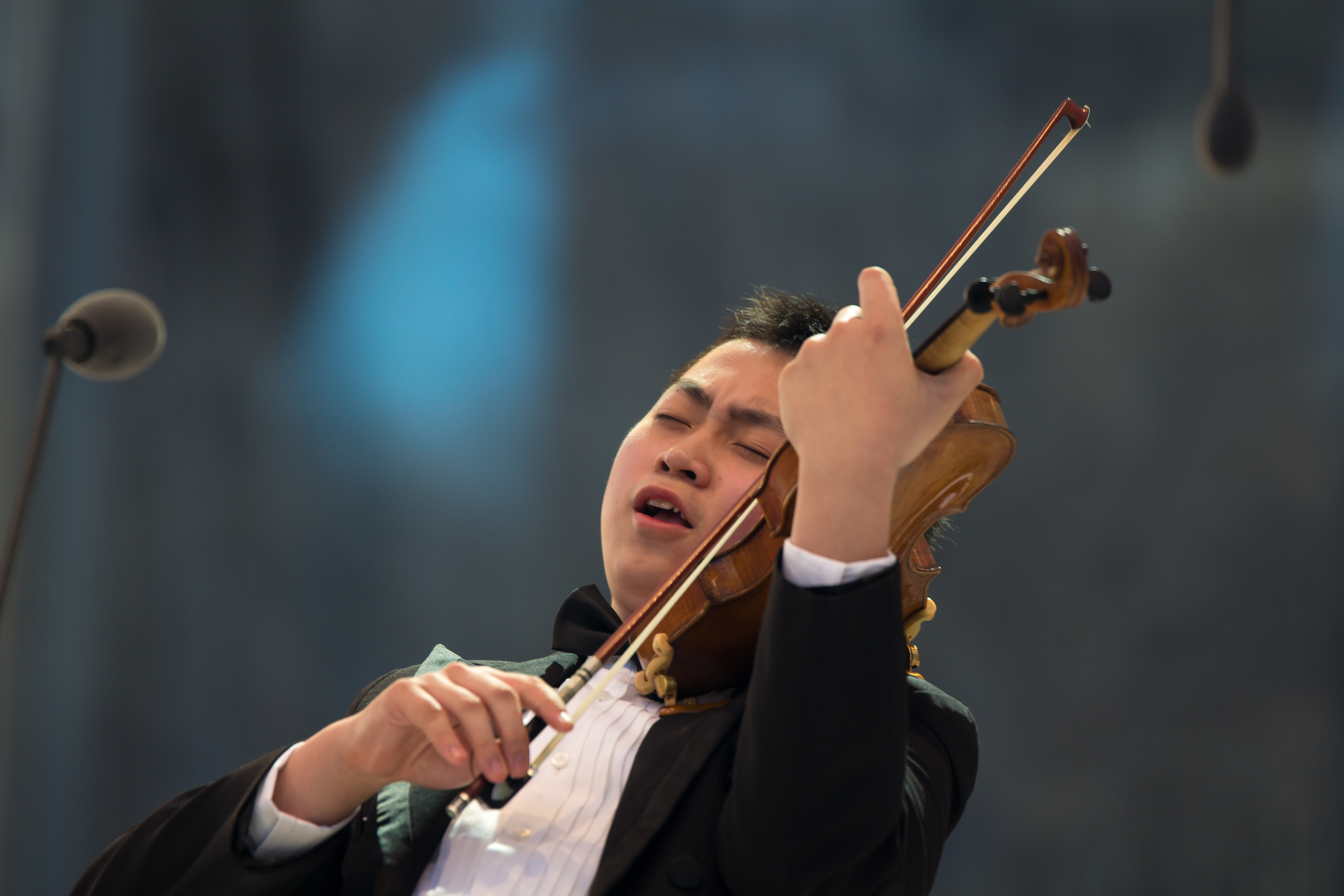
何子毓参加欧视青少年音乐家比赛（2014年）

何子毓（1999年—），中国小提琴家。

## 生平
何子毓出生于青岛，五岁开始随张向荣教授学琴，2011年起旅居奥地利，在萨尔茨堡莫扎特音乐大学先后师从保罗·罗采克（Paul Roczek）与本杰明·施密特，还参加过伊夫里·吉特利斯等人的大师课。
2014年，何子毓通过选拔，代表奥地利参加在科隆举办的欧视青少年音乐家比赛并夺得冠军。2016年，何子毓先后在两项重量级国际比赛——萨尔茨堡莫扎特国际音乐比赛及梅纽因国际青少年小提琴比赛——中夺魁。
2017年，年仅18岁的何子毓即与费舍尔·亚当和维也纳爱乐乐团合作，在金色大厅首次登台独奏表演。目前他的演出足迹已经遍布欧洲，同时是维也纳艾腾贝格三重奏乐团的成员。